# Jim Turner (football américain)
Pour les articles homonymes, voir Turner.
(en) Statistiques sur pro-football-reference
James Bayard Turner, né le 28 mars 1941 à Martinez et mort le 10 juin 2023, est un joueur américain de football américain.

## Biographie

### Enfance
Turner étudie à la John Swett High School de Crockett en Californie avant d'entrer à l'université d'État de l'Utah.

### Carrière

#### Université
De 1959 à 1962, il est un membre de l'équipe de football américain des Aggies et évolue aux postes de quarterback, safety et kicker, jouant le Sun Bowl 1960 et le Gotham Bowl 1961,. Turner remporte deux titres de champion de la Skyline Conference et est désigné comme quarterback titulaire en 1961 et 1962. Lors de sa dernière année universitaire, il est le douzième meilleur marqueur du pays.

#### Professionnel
Jim Turner est sélectionné au dix-neuvième tour de la draft 1963 de la NFL par les Redskins de Washington au 259e choix. Cependant, il n'arrive pas à se faire une place dans l'effectif et n'est pas conservé pour le début de la saison. Il poursuit ses études à l'université d'État de San Francisco mais est appelé par les Jets de New York, évoluant en American Football League en 1964, pour un essai face à d'autres tireurs. Turner signe en mars 1964 avec cette franchise et il va s'imposer sur la durée, dominant le classement des points marqués par un kicker en 1968 avec 145 points, record de la ligue, et en 1969 avec 129 points. Les Jets remportent le Super Bowl III et Turner marque trois field goals et une transformation lors de ce match.
Après la saison 1970, le kicker est échangé aux Broncos de Denver contre Bobby Howfield et passe neuf saisons dans cette deuxième équipe, participant notamment au Super Bowl XII lors duquel Denver est défait par les Cowboys de Dallas,. Il termine sa carrière en 1979 avec 228 matchs consécutifs dans le milieu professionnel, marquant 742 points. En 1988, Turner est introduit dans le cercle de la renommée des Broncos. Il fait également partie de l'équipe de l'histoire de l'AFL.